# Teta (seriál)
Teta (německy Frankensteins Tante, španělsky La tía de Frankenstein, anglicky Frankenstein's Aunt) je koprodukční sedmidílný seriál natočený v roce 1987. Vznikl na základě románu Frankensteinova teta švédského spisovatele Allana Runeho Petterssona. Režie se ujal slovenský režisér Juraj Jakubisko, který také spolupracoval na scénáři s Jaroslavem Dietlem.
Seriál byl natáčen v rakouských městech Hallstatt, Salcburk, Dachstein, na hradě Hohenwerfen, v Boskovicích a v Manínskej tiesňave.
Český dabing seriálu pochází z roku 2002 a v této verzi byl poprvé odvysílán od 29. prosince 2003 do 4. ledna 2004.

## Obsazení
| Viveca Lindfors      | Hannah von Frankenstein |
| Martin Hrebeň        | Max                     |
| Gerhard Karzel       | Albert                  |
| Barbara De Rossi     | Klara                   |
| Eddie Constantine    | Alois                   |
| Flavio Bucci         | Talbot, vlkodlak        |
| Ferdy Mayne          | Hrabě Dracula           |
| Mercedes Sampietro   | Elisabeth               |
| Tilo Prückner        | Sepp                    |
| Bolek Polívka        | Henry Frankenstein      |
| Marie Drahokoupilová | paní Karchová           |
| Gail Gatterburg      | Bertha                  |
| Sancho Gracia        | soudce                  |
| Jacques Herlin       | Igor                    |
| Andrej Hryc          | Schmied                 |
| Milan Lasica         | učitel                  |
| Roman Skamene        | Hans                    |

### Dabing českého znění
| Alena Vránová        | Hannah von Frankenstein |
| Vojtěch Kotek        | Max                     |
| Daniel Rous          | Albert                  |
| Kateřina Velebová    | Klara                   |
| Zdeněk Maryška       | Alois                   |
| Miroslav Táborský    | Talbot, vlkodlak        |
| Boris Rösner         | Hrabě Dracula           |
| Simona Postlerová    | Elisabeth               |
| Tomáš Juřička        | Sepp                    |
| Bolek Polívka        | Henry Frankenstein      |
| Marie Drahokoupilová | paní Karchová           |
| Zuzana Skalická      | Bertha                  |
| Jiří Dvořák          | soudce                  |
| Jan Skopeček         | Igor                    |
| Svatopluk Skopal     | Schmied                 |
| Vilém Udatný         | učitel                  |

## Seznam dílů
Teta má sedm přibližně padesátiminutových dílů:
1. Narození (něm. Die Geburt)
2. Úklid (něm. Die Renovierung)
3. Nevěsta (něm. Die Braut)
4. Křeslo (něm. Die Wiege)
5. Lev salónů (něm. Der Salonlöwe)
6. Automobil (něm. Das Automobil)
7. Svatba (něm. Die Hochzeit)

## Koprodukce
Na produkci minisérie se podílely produkční společnosti ze sedmi zemí:
- Taurus Film Munich (Západní Německo)
- MR-Film (Rakousko)
- Československá televize Bratislava (Československo)
- Films du Sabre a FR-3 (Francie)
- SVT 1 (Švédsko)
- Rai (Itálie)
- TVE (Španělsko)